# Dobronice u Bechyně
Dobronice u Bechyně, bis 1960 Dobronice (deutsch Dobronitz) ist eine Gemeinde in Tschechien. Sie liegt sechs Kilometer nördlich von Bechyně in Südböhmen und gehört zum Okres Tábor.

## Geographie

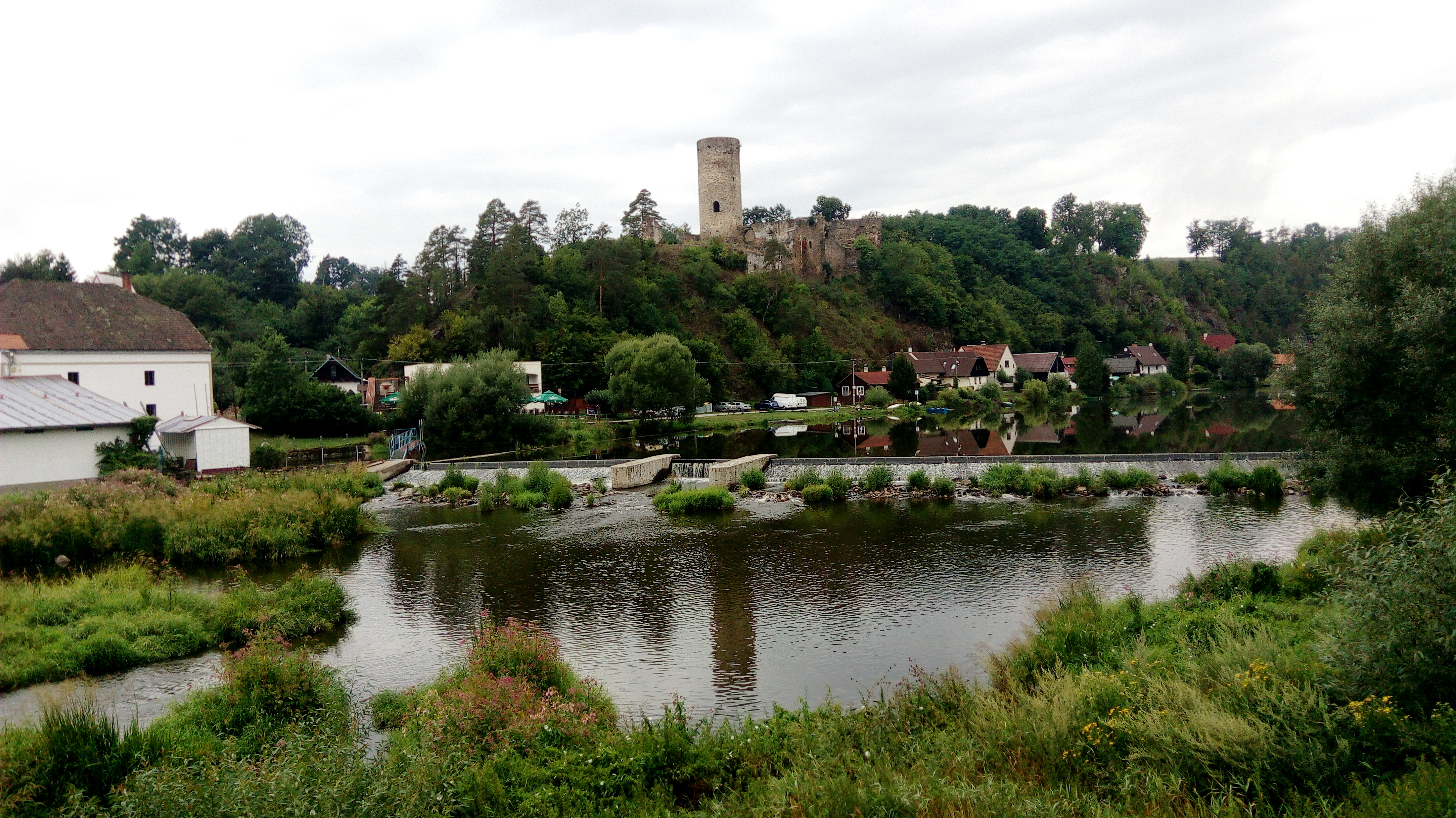
Ortsansicht

Dobronice u Bechyně befindet sich rechtsseitig über dem Tal der Lainsitz im Bechiner Hügelland (Bechyňská pahorkatina). Am südlichen Ortsrand fließt der Bach Dobronický potok. Nordwestlich liegen die Teiche Velkojamský rybník und Malojamský rybník.
Nachbarorte sind Křída, Stádlec und U Marků im Norden, Liška, Papírna und Dobřejice im Nordosten, Čenkov und Třebelice im Osten, Všechlapy und Černýšovice im Südosten, Dvorce, Hutě, Lišky, Bechyně, Ovčín und Senožaty im Süden, Větrov und Haškovcova Lhota im Südwesten, Borovany im Westen sowie Rataje, Ovčín, Kozín, Bezinky und Staré Sedlo im Nordwesten.

## Geschichte
Die erste schriftliche Erwähnung des Dorfes erfolgte 1220 im Zusammenhang mit einem Johannes, filius Doronií (Dobroň). Benannt ist der Ort nach Dobroň, einem Angehörigen eines Seitenzweiges der Witigonen. Die steinerne Burg entstand zu Beginn des 14. Jahrhunderts und ist seit 1322 als Sitz des Vladiken Diviš von Dobronice nachweislich. Ihm folgte 1347 Vlček von Dobronice. Die Vladiken von Dobronice hielten den Besitz bis zum Beginn des 15. Jahrhunderts. Danach wechselten sich verschiedene Adelsgeschlechter, darunter die Kraselovský von Kraselov, Sedlecký von Dub und Malovec von Malovice als Besitzer ab. Zwischen 1455 und 1459 gehörte das Gut den Herren Rosenberg. Sie verkauften Dobronitz ihrem Burggrafen auf Choustník, Veit von Zrzawa (Vít ze Rzavého). Ab 1527 erwarben die Haslauer von Haslau von den Haas von Zrzawa und Stahletz die Herrschaft. Nach dem Tode von Heinrich Haslauer wurde die Herrschaft unter seinen fünf Söhnen aufgeteilt. Christoph Haslauer erhielt dabei die Hälfte der Burg und die Hälfte der Dörfer Rataje, Staré Sedlo, Zběšice und Dobronice. Im Jahre 1594, als Christoph Haslauer inzwischen drei Viertel der Burg und der Herrschaft erworben hatte, kaufte er das Gut Ratay auf und ließ dort einen neuen Sitz errichten. Gemäß dem 1616 verfassten letzten Willen Christoph Haslauers sollte sein Besitz unter seinen sechs Söhnen aufgeteilt. Als Christoph Haslauer 1618 verstarb, war der Dreißigjährige Krieg ausgebrochen. Die nach der Schlacht am Weißen Berg 1620 eingesetzte Konfiskationskommission verurteilte die Brüder Heinrich d. J. und Johann d. J. Haslauer zum Verlust eines Drittels ihres Besitzes. Ein Teil der Herrschaft wurde 1620 konfisziert, ein weiterer Teil fiel 1636 wegen Nichtbezahlung von Forderungen durch den inzwischen verstorbenen Bohuslav Nestor Haslauer ebenfalls der Hofkammer anheim. Diese hatte das Gut Rataje bereits 1621 für 6000 Schock an Adam Reichsgraf von Sternberg verkauft, den Rest der Herrschaft erhielt Ferdinand Prüger von Greinburg. Dessen Tochter Anna Jakobine von Klebelsberg verkaufte das Gut Dobronitz mit der Burg und den beiden Dörfern Dobronitz und Altsattel (Staré Sedlo) am 1. Dezember 1691 für 37.300 Gulden an den Rektor des Prager Jesuiten-Collegiums zu St. Clemens, Wenzel Sattenwolf. Der Jesuitenorden nutzte die Burg als Sommersitz. 1727 erfolgte die Vereinigung des Gutes Dobronice mit dem Gut Wopařan. Nach dem Jesuitenverbot von 1773 wurden die Güter des Clementinums von der Hofkammer zugunsten des Studienfonds eingezogen. Die Burg wurde dem Verfall preisgegeben. Im Jahre 1825 erwarb Karl Fürst von Paar das Gut Wopařan und Bernarditz im Zuge einer öffentlichen Versteigerung. Im Jahre 1840 bestand Dobronitz aus 60 Häusern mit 482 Einwohnern, darunter zwei Israelitenfamilien. Im Dorf bestanden ein verfallenes, ehemals als Jesuitenresidenz gedientes Schlösschen, ein Wirtshaus und eine dreigängige Mühle mit Brettsäge. Abseitig lagen die öffentliche Kapelle Mariä Himmelfahrt, eine Papiermühle und ein herrschaftliches Försterhaus mit fünf Dominikalhäusern. In der Umgebung des Ortes wurden Kalksteinbrüche betrieben. Pfarr- und Schulort war Ratay. Bis zur Mitte des 19. Jahrhunderts blieb Dobronitz immer der Allodialherrschaft Wopořan und Bernaditz untertänig.
Nach der Aufhebung der Patrimonialherrschaften bildete Dobronice/Dobronitz ab 1850 eine Gemeinde in der Bezirkshauptmannschaft Milevsko/Mühlhausen und dem Gerichtsbezirk Bechyně/Bechin. Ab 1949 gehörte Dobronice zum Okres Týn nad Vltavou. Nach dessen Auflösung wurde die Gemeinde Ende 1960 dem Okres Tábor zugeordnet und erhielt zur Unterscheidung von einer gleichnamigen Gemeinde (Dobronice u Chýnova) den amtlichen Namen Dobronice u Bechyně. Am 1. Juli 1980 erfolgte die Eingemeindung nach Rataje. Nach einem Referendum löste sich Dobronice u Bechyně zum 24. November 1990 wieder von Rataje los und bildete eine eigene Gemeinde. Seit 2005 führt die Gemeinde ein Wappen und Banner; das silberne Vorderteil eines springenden Pferdes und der Helm sind dem Wappen der Vladiken von Dobronice aus dem Jahre 1347 entlehnt.

## Gemeindegliederung
Für die Gemeinde Dobronice u Bechyně sind keine Ortsteile ausgewiesen. Zu Dobronice u Bechyně gehören die Ansiedlungen Liška, Papírna und Větrov sowie die Einschicht Ovčín.

## Sehenswürdigkeiten
- Burgruine Dobronice auf einem Felssporn am südöstlichen Ortsausgang. Daneben befindet sich die Ruine des Neuen Schlosses, das bis 1773 als Sommerresidenz der Jesuiten diente
- Gotische Kirche Mariä Himmelfahrt, nordöstlich des Dorfes auf einem erhabenen Platz über dem Lainsitztal, sie entstand im 14. Jahrhundert
- Gezimmerte Bauernhäuser mit Strohdeckung
- Kapelle des hl. Wenzel am Dorfplatz, errichtet im 19. Jahrhundert
- Kapelle des hl. Johannes von Nepomuk aus dem 18. Jahrhundert unterhalb der Burgruine
- Lainsitzwehr unterhalb der Burgruine

Sehenswürdigkeiten
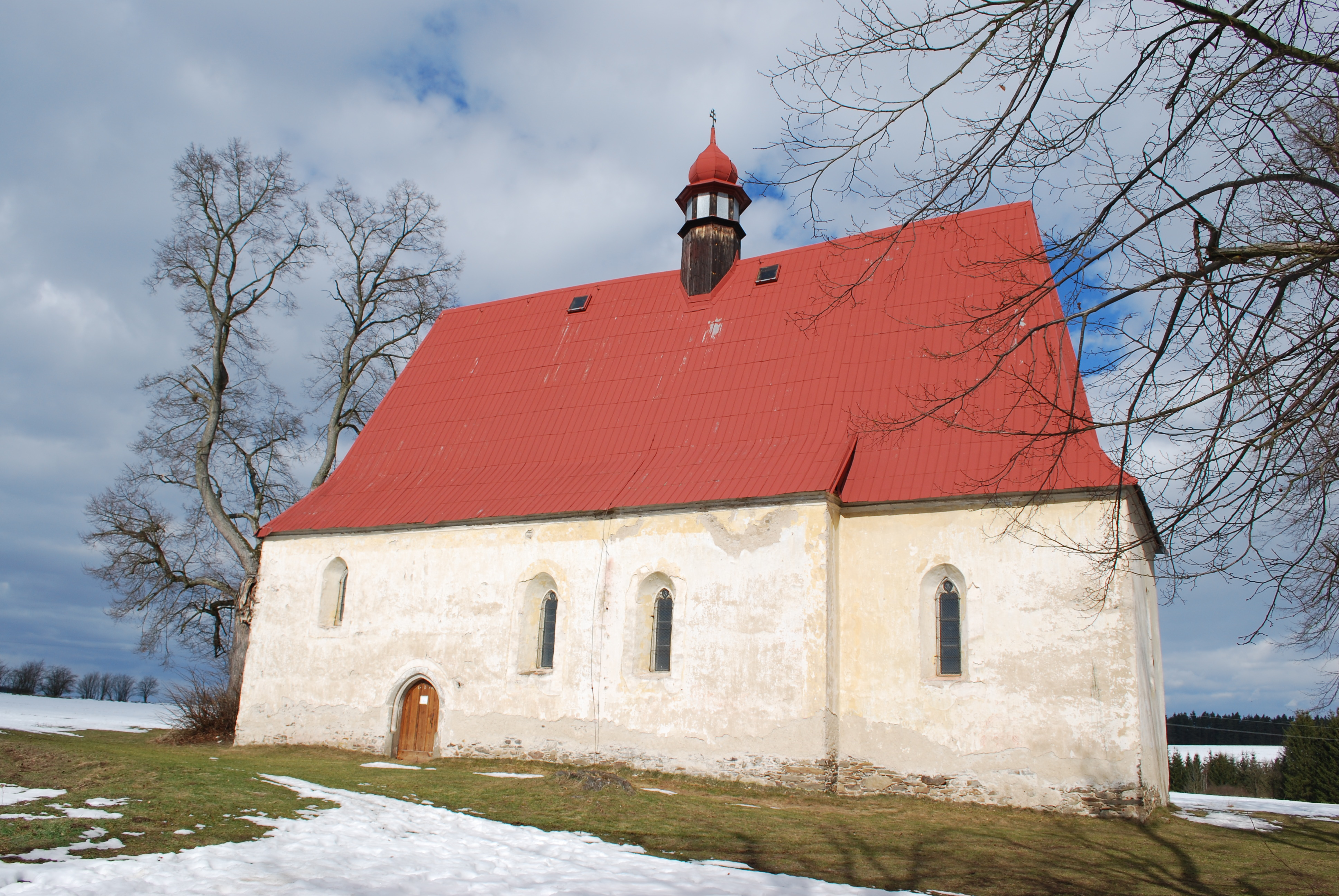
Kirche Mariä Himmelfahrt
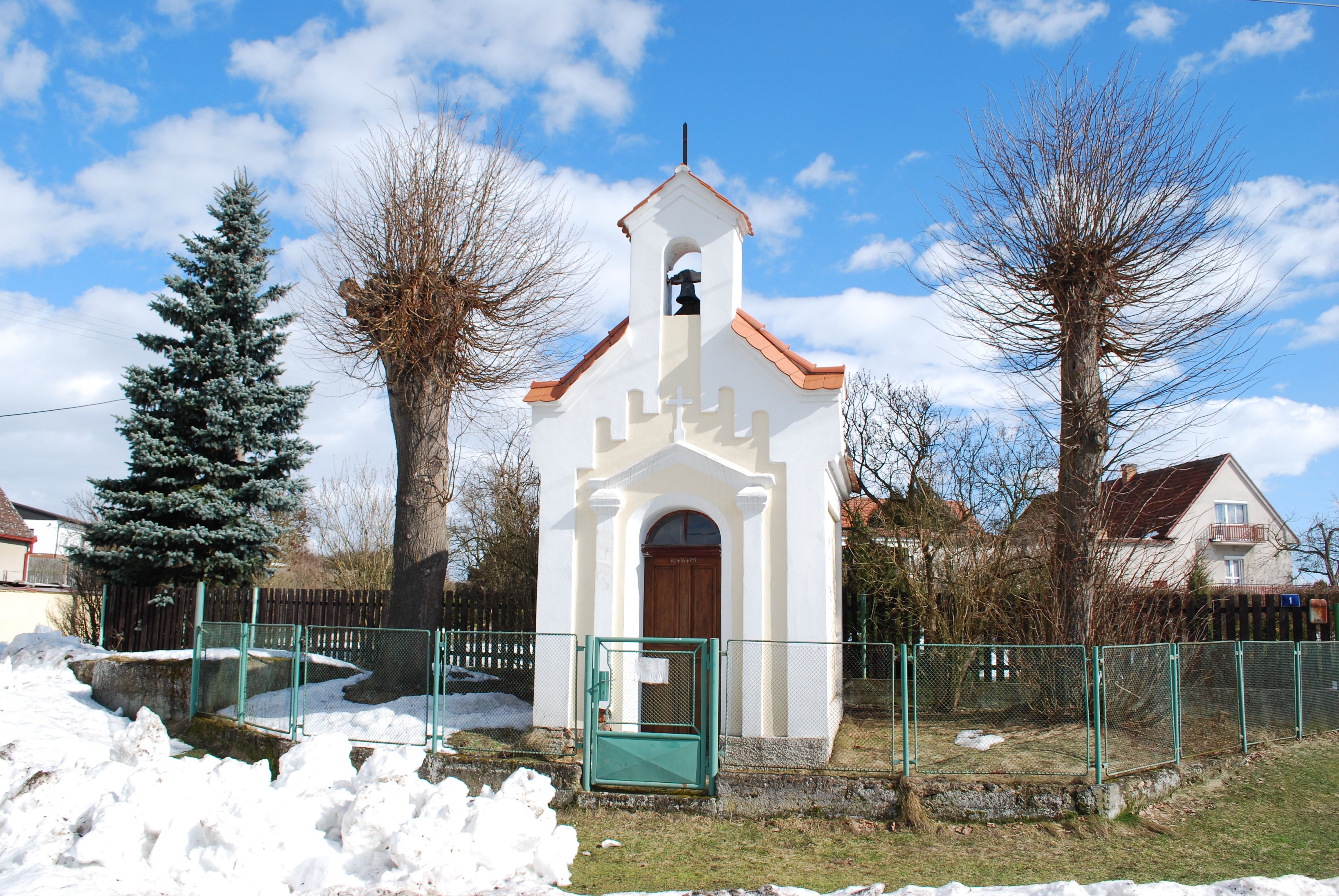
Kapelle des hl. Wenzel
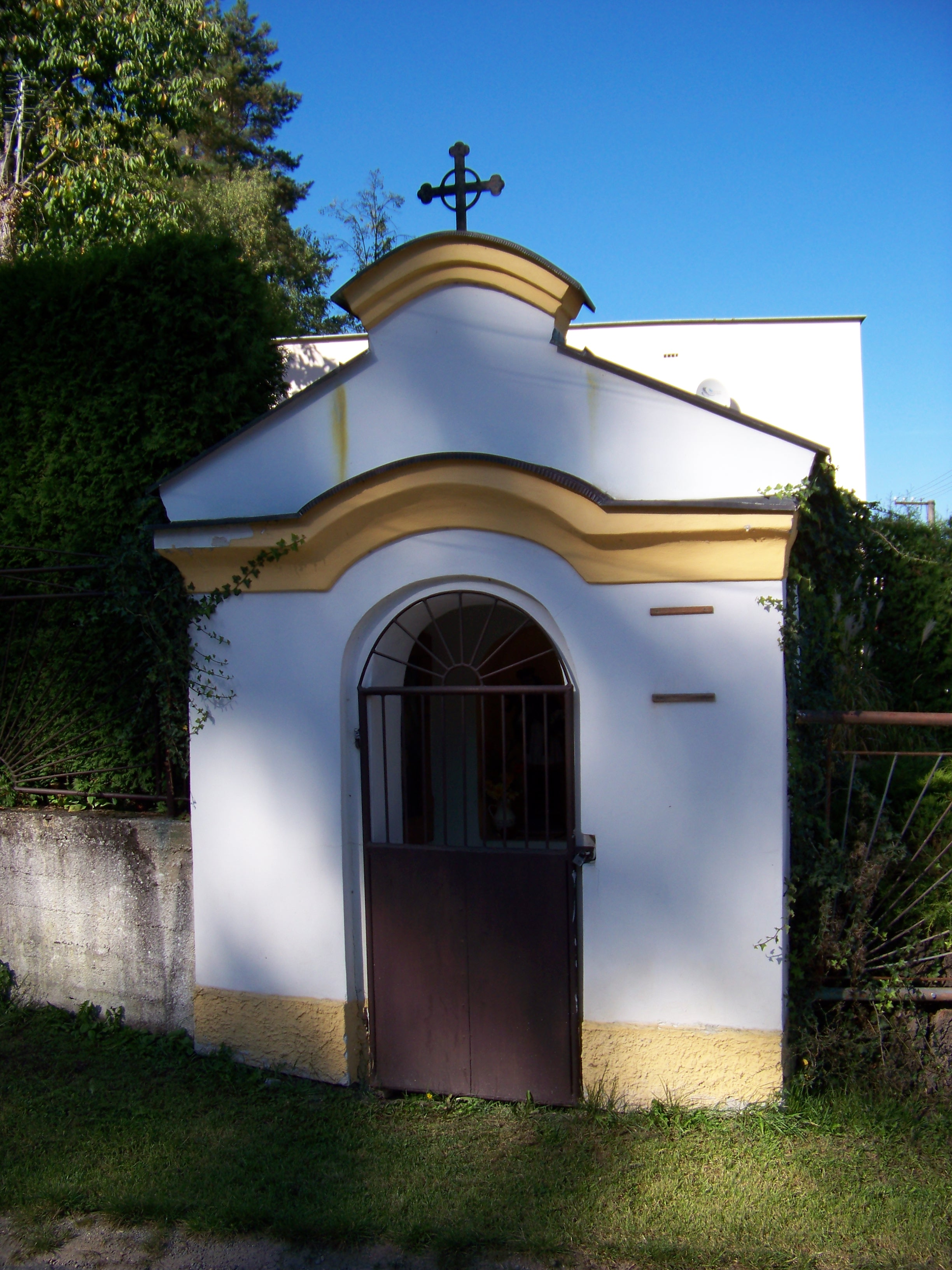
Kapelle des hl. Johannes von Nepomuk
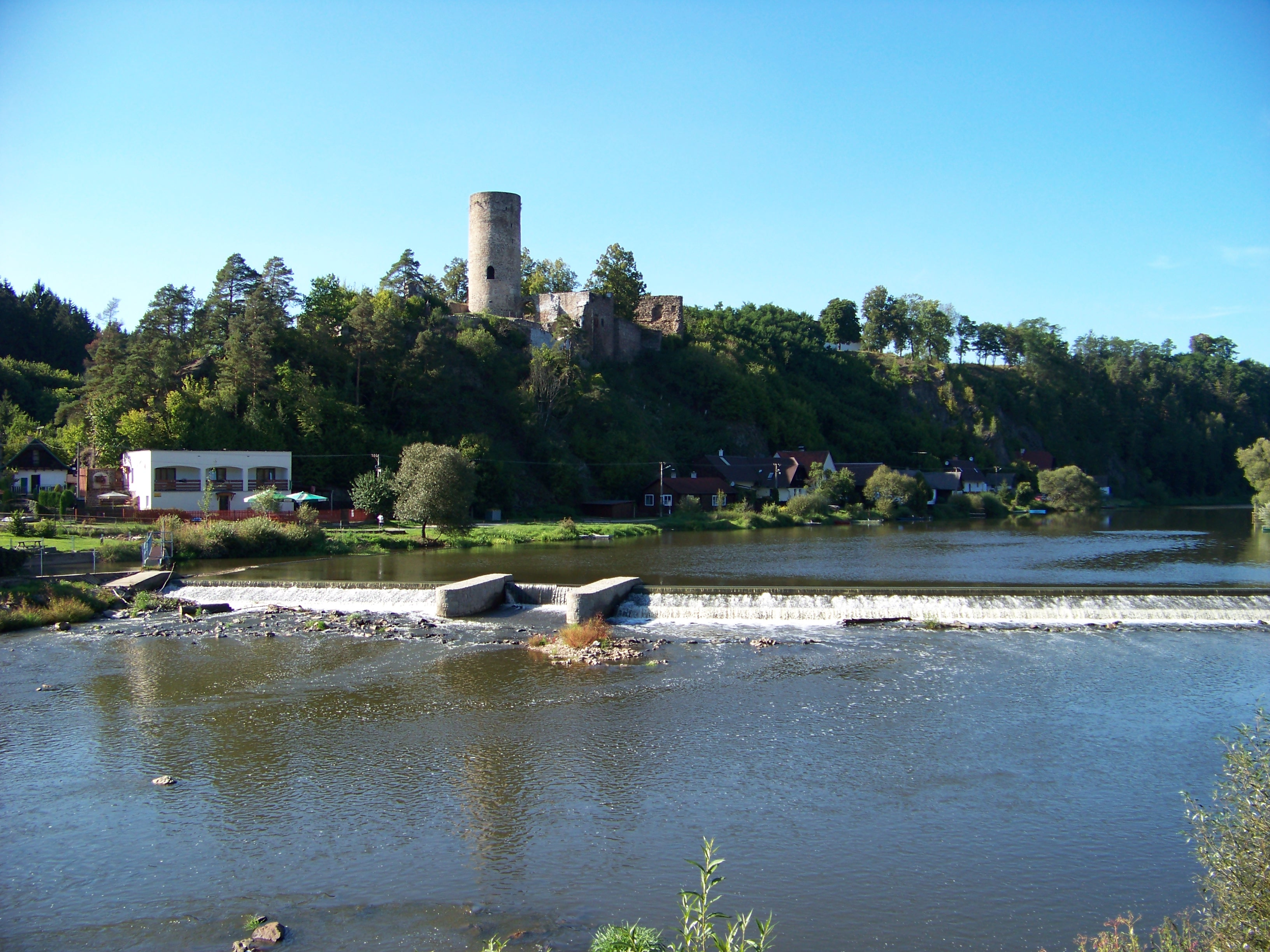
Burgruine und Lainsitzwehr

## Söhne und Töchter der Gemeinde
- Jan Hána (1927–1994), Bildhauer